# Miné Okubo
Miné Okubo (née le 27 juin 1912 à Riverside en Californie et morte le 10 février 2001 à Greenwich Village, New York) est une artiste et écrivaine américaine. Elle est surtout connue pour son livre Citizen13660, une collection de 189 dessins commentés relatant ses aventures dans les camps d'internement pour les Américains d'origine japonaise pendant la Seconde Guerre mondiale,.
À la suite de l'attaque sur Pearl Harbor, Okubo et son frère ont été internés au Tanforan Assembly Center, puis au  Topaz War Relocation Center de 1942 à 1944. Là, elle fait plus de 2000 dessins et esquisses sur la vie quotidienne dans les camps, dont beaucoup ont été inclus dans son livre. Après sa libération, Okubo a déménagé à New York pour poursuivre sa carrière d'artiste, a gagné de nombreux prix et la reconnaissance.

## Premières années
Née à Riverside, en Californie, Miné Okubo a été élève de la Poly High School, du Riverside Junior College, et elle a obtenu une maîtrise en beaux-arts de l'université de Californie à Berkeley, en 1938. Bénéficiaire d'une bourse de voyage Bertha Taussig Memorial en 1938, Okubo a passé deux années à voyager en France et en Italie. À Paris, elle a étudié sous la direction de Fernand Léger.
De 1939 à 1942, après son retour en Amérique, Okubo a créé plusieurs peintures murales, une commission du Federal Art Project.  L'Armée des États-Unis lui a également passé commande pour créer une mosaïque et des fresques murales. Elle a collaboré ainsi avec le peintre muraliste Mexicain Diego Rivera à San Francisco pour la Works Progress Administration. Avant son ordre d'internement, tout en vivant à Berkeley, CA, Miné s'occupait de la création de mosaïques pour Fort Ord et la Servicemen's Hospitality House à Oakland, CA. Miné avait obtenu un permis spécial, une exemption à la limite de déplacement maximum de 5 miles, pour pouvoir effectuer son travail à Oakland.

## Internement
Le 24 avril 1942, moins de cinq mois après l'attaque japonaise sur Pearl Harbor et deux mois après le décret 9066 de Roosevelt, Miné et son frère, Toku Okubo, qui avait été un étudiant à Berkeley, ont été transférés au camp d'internement pour Japonais de Tanforan. Vivant dans une ancienne écurie meublée avec des lits de l'armée, ils se sont adaptés aux deux appels quotidiens, au couvre-feu et au manque d'intimité.
Après six mois de détention à Tanforan, Miné et son frère sont transférés au Centre de relocalisation de Topaz, en Utah. Toujours munie de son carnet de croquis, Miné enregistre les images du drame, de l'humiliation et de la lutte quotidienne. En captivité, Okubo enseigne l'art aux enfants et plus tard participe à un concours avec son dessin d'un gardien de camp.
Lorsque le magazine Fortune a vent de son talent, la firme l'embauche en tant qu'illustratrice, un arrangement qui lui permet de quitter le camp après deux ans d'enfermement et de déménager à New York. Avant son déménagement à New York, Okubo expédie une caisse de ses biens aux bureaux du magazine Fortune.

## Citizen 13660
Après son emprisonnement, Miné Okubo déménage à New York et publie un livre sur son expérience, Citizen 13660: elle y documente, sans amertume, les humiliations, la lutte, et les petites joies de la vie quotidienne des internés dans les camps. Intitulé d’après le numéro affecté à son unité familiale, le livre contient plus de deux cents dessins à la plume et l'encre, accompagnés par un bref texte explicatif. Publié en 1946 et toujours disponible après plus de 50 ans, le livre offre une perspective unique sur l'histoire de l'internement[citation nécessaire].

## Fin de vie et mort
Okubo collabore au mois d'avril 1944 au numéro spécial du magazine Fortune sur le Japon, c'est la première fois que l'un de ses travaux est publié. Elle reste à New York, y poursuit sa carrière en tant qu'artiste, pendant un demi-siècle. Elle travaille comme illustratrice freelance et, plus tard, reprend la peinture à temps plein.

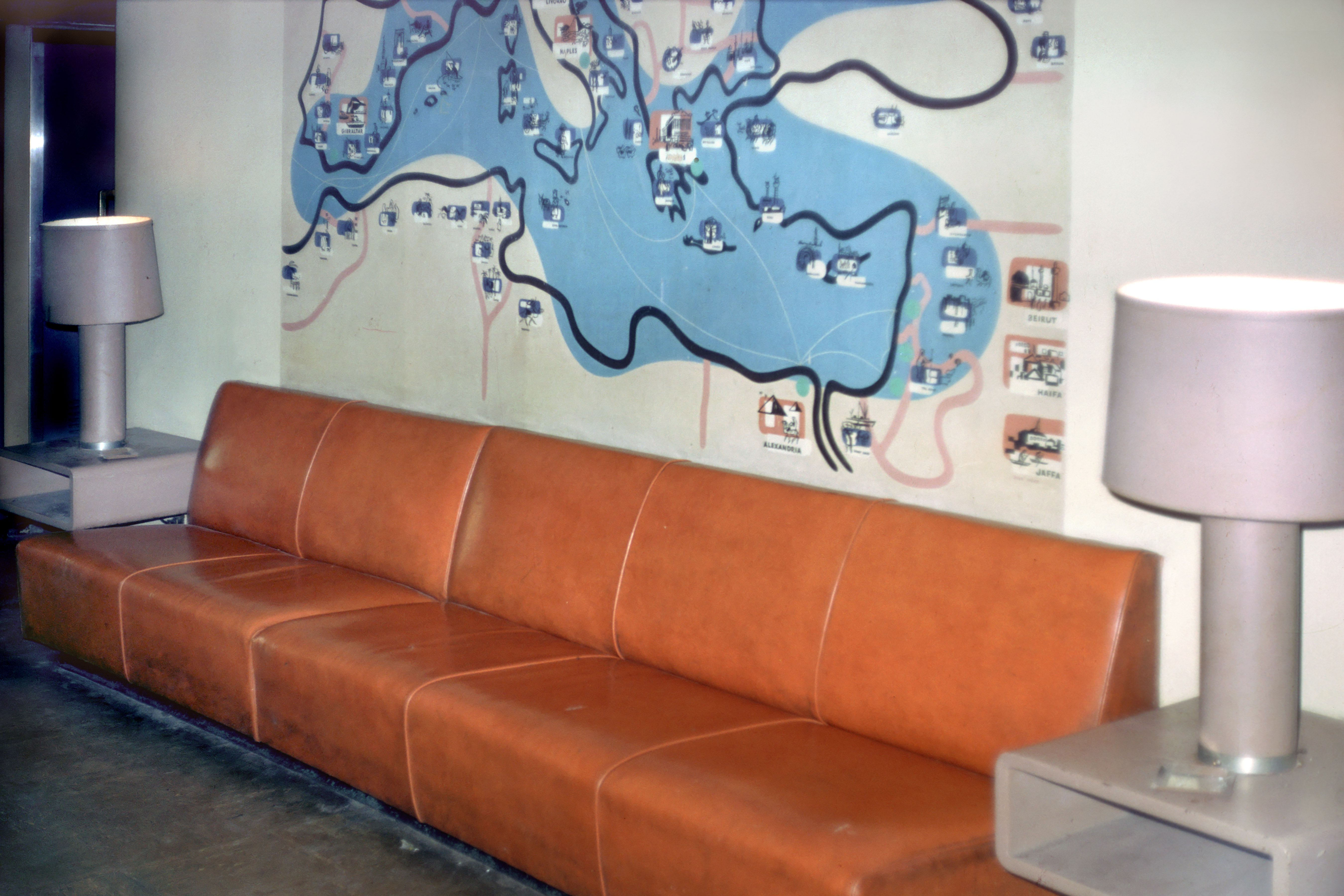
Carte murale de la Mer Méditerranée dans le hall principal de l'ex-SS Exochorda, photographié en 1975, lorsque le bateau, renommé SS Stevens, servait de dortoir flottant au Stevens Institute of Technology.

Les œuvres d'Okubo ont été montrées dans des expositions solo et de groupe dans plusieurs musées, dont le Metropolitan Museum of Art de New York,. En 1948, le designer Henry Dreyfuss demande à Okubo de créer une grande carte murale de la Méditerranée pour le foyer principal d'une nouvelle flotte de bateaux, les "4 Aces", pour les American Export Lines,.
Miné Okubo a témoigné à New York devant la Commission on Wartime Relocation and Internment of Civilians, après sa création en 1981. Citizen 13660, alors largement reconnu comme un important ouvrage de référence sur l'internement, a été présenté à la commission par Okubo.
Son livre a été utilisé par des enseignants dans tous les USA pour différents sujets, y compris les femmes artistes, les artistes dans la guerre et les artistes non WASP. Reconnue à l'échelle nationale, Okubo a reçu de nombreuses distinctions, parmi lesquelles, en 1984, l'American Book Award pour Citizen 13660. En 1991, le Women's Caucus for Art lui a décerné un prix pour l'ensemble de sa carrière, et elle est reprise dans le Distinguished Asian Americans: A Biographical Dictionary édité par Hyung-chan Kim. Au moment de sa mort, en février 2001, Okubo vivait dans son appartement rempli de toiles près du Greenwich Village, à Manhattan.
Après sa mort en 2001, diverses œuvres d'art et des documents ont été transférés au Riverside Community College District. Les éléments transférés comprennent environ 25 boîtes de documents de référence, des photographies, des diapositives, des livres, des écrits, des lettres, des documents imprimés, et une foule de tableaux.
Okubo est devenue le sujet d'une pièce, Miné: A Name For Herself, écrite par l'auteure de Riverside, Marie H. Curtin, et Thérèse Larkin. La pièce fait le portrait de son expérience dans les camps de Tanforan et de Topaze, y mêle des réminiscences sur Okubo comme artiste new-yorkaise, et partage ses œuvres d'art et ses principes esthétiques avec le public.
Le 22 février 2006, le Riverside Community College a honoré sa mémoire en rebaptisant une rue sur le campus "Miné Okubo Avenue".
En août 2009, l'école cataloguait, archivait et organisait sa collection d'écrits, de croquis et de peintures. Elle peut être consultée au Center for Social Justice and Civil Liberties à Riverside, Ca.